# Sarapococha
De Sarapococha is een meer in Peru. Het meer ligt op een hoogte van 4.495 meter.
De Sarapococha ligt in de Cordillera Huayhuash, dat weer deel uitmaakt van het Andesgebergte